# Nebulossa
Nebulossa est un duo d'électropop espagnol composé de la chanteuse Mery Bas et du claviériste et producteur Mark Dasousa.
À la suite de sa victoire lors du Benidorm Fest 2024 le 3 février 2024 avec sa chanson «Zorra», le duo est sélectionné pour représenter l'Espagne au Concours Eurovision de la chanson 2024 à Malmö (Suède).

## Formation et carrière
Le duo se forme en 2018 à Alicante, d'où les deux membres sont originaires. Deux ans plus tard en 2020, il sort son premier single, Beehive. Il sort par la suite sorti de nombreux singles ainsi qu'un album intitulé Polyhedral of Mein et se produit dans toute l'Espagne.
Fin 2022, Nebulossa a participé à Una voce per San Marino, le concours musical qui choisit la chanson saint-marinaise pour l'Eurovision. Le duo a présenté deux propositions, Glam et Anoche, pour se rendre à Liverpool et représenter Saint-Marin au Concours Eurovision de la chanson 2023 mais il n'est pas sélectionné.
Le duo participe  ensuite au Benidorm Fest 2024, la sélection espagnole pour le Concours Eurovision de la chanson 2024 avec la chanson Zorra. Lors de la demi-finale le 30 janvier 2024, il se classe en première position se qualifiant ainsi pour la finale, finale qu'il remporte lui permettant d'être sélectionné pour représenter l'Espagne au Concours Eurovision de la chanson 2024.

## Membres
- Mery Bas, de son vrai nom María José Bas Arguijo, née le 18 septembre 1968 (56 ans) à Alicante – chant
- Mark Dasousa, de son vrai nom Lorenzo Giner Puchol, né le 2 janvier 1974 (51 ans) à Ondara – clavier, production

Les deux membres sont mariés depuis plus de vingt ans et ont deux enfants ensemble. Ils se sont connus lorsque María servait de baby-sitter à Lorenzo lors des week-ends.

## Discographie

### Albums studio
- 2021 – Poliédrica de mí

### EP
- 2019 – Ufo

### Singles
- 2020 – La colmena
- 2020 – Océano de palabras
- 2020 – Armada roja
- 2020 – Alud de inconformismo
- 2020 – Anoche
- 2021 – Glam
- 2022 – 1N84
- 2022 – Conectados
- 2022 – Histeria de lo nuestro
- 2023 – Me pones a mil
- 2023 – Cuando te veo
- 2023 – Me ha dado porno
- 2023 – Zorra